# Kanton Terrasson-Lavilledieu
Terrasson-Lavilledieu is een kanton van het Franse departement Dordogne. Het kanton maakt deel uit van het arrondissement Sarlat-la-Canéda.

## Gemeenten
Het kanton Terrasson-Lavilledieu omvatte tot 2014 de volgende gemeenten:
- La Bachellerie
- Beauregard-de-Terrasson
- La Cassagne
- Châtres
- Chavagnac
- Coly
- Condat-sur-Vézère
- La Dornac
- La Feuillade
- Grèzes
- Le Lardin-Saint-Lazare
- Pazayac
- Peyrignac
- Saint-Rabier
- Terrasson-Lavilledieu (hoofdplaats)
- Villac

Door :
- de herindeling van de kantons bij decreet van 21 februari 2014, met uitwerking op 22 maart 2015;
- de samenvoeging Op 1 januari 2017 van de gemeenten Chavagnac en Grèzes tot de fusiegemeente (commune nouvelle) Les Coteaux Périgourdins;
- de samenvoeging op 1 januari 2019 van de gemeenten Coly en Saint-Amand-de-Coly tot de fusiegemeente (commune nouvelle) Coly-Saint-Amand
- de toewijzing bij decreet van 5 maart 2020 van de gehele gemeente Coly-Saint-Amand aan het kanton Vallée de l'Homme
- de samenvoeging op 1 januari 2022 van de gemeenten Cazoulès, Orliaguet en Peyrillac-et-Millac tot de fusiegemeente (commune nouvelle) Pechs-de-l'Espérance

omvat het kanton sindsdien volgende gemeenten :
- Archignac
- Borrèze
- Calviac-en-Périgord
- Carlux
- Carsac-Aillac
- La Cassagne
- Condat-sur-Vézère
- Les Coteaux Périgourdins
- La Dornac
- La Feuillade
- Jayac
- Nadaillac
- Paulin
- Pazayac
- Pechs-de-l'Espérance
- Prats-de-Carlux
- Saint-Crépin-et-Carlucet
- Saint-Geniès
- Saint-Julien-de-Lampon
- Sainte-Mondane
- Salignac-Eyvigues
- Simeyrols
- Terrasson-Lavilledieu
- Veyrignac